# Wapen van Dordrecht

Het wapen van Dordrecht is op 24 juli 1816 bij Koninklijk Besluit aan de gemeente Dordrecht toegekend.

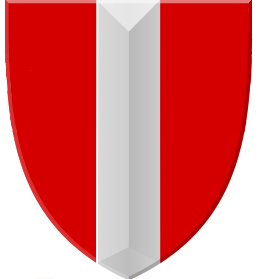

## Oorsprong
Dordrecht is de oudste stad in het Graafschap Holland en het oudst bekende document met een zegel van de stad zegel dateert van 1220. Op dit zegel is een kerk afgebeeld. Vanaf ca. 1296 gebruikt de stad een zegel met de afbeelding van een burcht. In de zeventiende eeuw wordt het huidige wapen als tegenzegel gebruikt op documenten. Pas in 1775 verschijnt het stadszegel met het huidige wapen, maar met een kroon van vijf bladeren. Het wapen zelf is ouder: de oudst bekende afbeelding ervan is uit 1430, op een schilderij. De herkomst van het wapen is onbekend; er zijn verschillende verklaringen, maar geen ervan is voldoende onderbouwd.

## Blazoenering
De beschrijving van het wapen is als volgt: "Van keel beladen met een pal van zilver. Het schild gedekt met een kroon en 3 fleurons, alles van goud en 5 paarlen, en ten wederzeide vastgehouden door een griffioen van goud."
N.B. De heraldische kleuren in de schilden zijn: keel (rood), zilver (wit) en goud (geel).

## Verwante afbeeldingen

Wapen van het College van Waarde IJk en Muntmeesters der Munt van Holland
Wapen van Hollandse Delta